# Maskuning Wetan
Maskuning Wetan is een bestuurslaag in het regentschap Bondowoso van de provincie Oost-Java, Indonesië. Maskuning Wetan telt 3056 inwoners (volkstelling 2010).